# Tor Singsaas

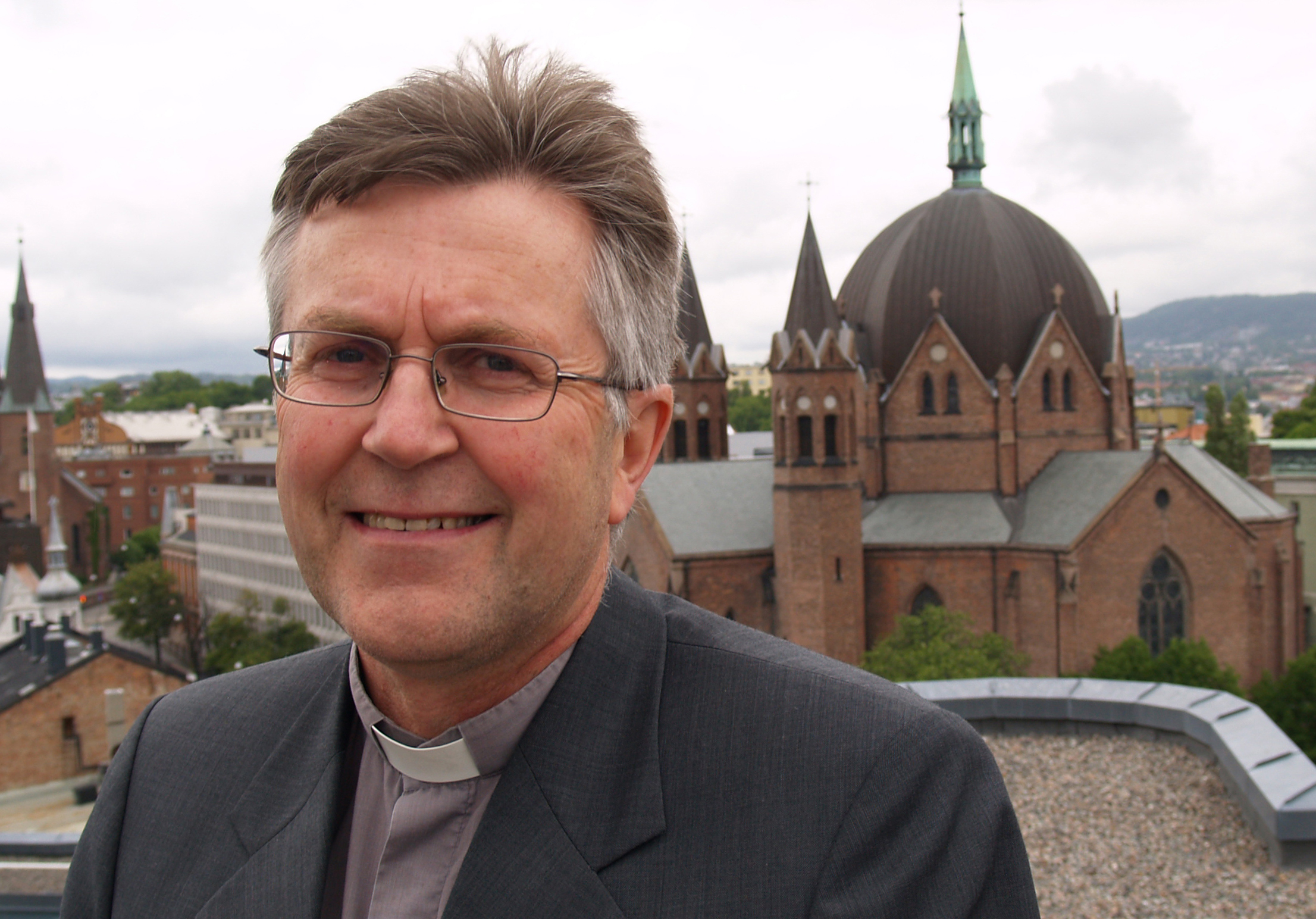
Tor Singsaas

Tor Singsaas (*  1. Februar 1948 in Hølonda, Norwegen) ist ein norwegischer lutherischer Geistlicher und emeritierter Bischof.

## Leben
Singsaas studierte bis 1977 an der Theologischen Hochschule (Menighetsfakultetet) in Oslo. Am 8. Januar 1978 wurde er zum Pastor ordiniert. Anschließend arbeitete er von 1978 bis 1991 als Stiftskaplan im Bistum Nidaros der Norwegischen Kirche, 1991 bis 2004 als Kaplan am Nidarosdom. Dann leitete er als Propst die Propstei Byåsen in Trondheim.
Singsaas wurde im Juli 2008 zum Bischof im Bistum Nidaros ernannt und am 14. Dezember 2008 geweiht. 2017 trat er in den Ruhestand.
In der Periode 2012–2015 leitet er den Vorstand der Norwegischen Bibelgesellschaft (Det norske Bibelselskapet).